# Austropsyche bifurcata
Austropsyche bifurcata là một loài Trichoptera trong họ Hydropsychidae. Chúng phân bố ở miền Australasia.